# Fratellanza Sportiva Sestrese Calcio 1919
La Fratellanza Sportiva Sestrese Calcio 1919, meglio nota come Sestrese, è la sezione calcistica dell'omonima società polisportiva italiana con sede a Sestri Ponente. Fu fondata a Sestri Ponente (ex comune autonomo, dal 1926 quartiere di Genova) nel mese di febbraio del 1919, per iniziativa di oltre cento appassionati di calcio.
La polisportiva comprende, oltre al calcio, anche sezioni per il tamburello e le bocce.

## Storia
Il 4 settembre 1919 nasceva la Fratellanza Sportiva San Giovanni Battista con sezioni dedicate a calcio, tamburello e bocce.
Già nel 1917 era nata la Virtus Sestri, in maglia biancoviola, prima società calcistica sestrese (oggi non più esistente). Nel settembre 1919 fu inaugurato il campo sportivo di via Tripoli (ora via Bengasi), perché il campo si trovava nel comune di San Giovanni Battista poi divenuto parte integrante di Sestri Ponente a partire dal 1º gennaio 1924. Le maglie della squadra di calcio erano allora di color avana con una banda bianca orizzontale al centro; nel 1921, dopo un cambiamento ai vertici della società, queste vennero sostituite dall'attuale maglia verde con stella bianca all'altezza del cuore.
Nel 1920 la Sestrese fu ammessa a disputare gli spareggi per l'ingresso in Prima Categoria 1920-1921; superando la Serenitas della Spezia, la squadra ottenne un posto nel girone ligure della massima serie per la stagione successiva. Ma appena due anni dopo, un cambiamento della formula del campionato costò il posto alla Sestrese, relegata in Seconda Divisione. Nel 1924, in occasione di un'amichevole Italia-Austria, fece il suo esordio in nazionale il portiere Giovanni Costa, unico giocatore della Sestrese ad arrivare a vestire la maglia azzurra.
Nel 1926, Sestri Ponente fu inglobata nella Grande Genova. Nel 1937, su pressione del regime fascista, la Sestrese cambiò nome in Polisportiva "Manlio Cavagnaro", fondatore del fascio autonomo di Sestri Ponente, assassinato nella notte tra il 22 e il 23 maggio 1921. In questo modo, la squadra verde riuscì di fatto ad evitare di rientrare in quel progetto che aveva già costretto altre due squadre genovesi, la Corniglianese e la Rivarolese, a fondersi con la Ginnastica Sampierdarenese per dare vita al Liguria. La Cavagnaro continuò la sua attività fino al 1943.
Al termine della seconda guerra mondiale rinacque la Fratellanza Sportiva Sestrese, la sui squadra di calcio fu ammessa ai campionati di Serie B 1945-1946 e 1946-1947. In quegli anni la Sestrese compare nella prima schedina del Sisal/Totocalcio in un derby con la Sampierdarenese, terminato in un pareggio. Gli anni cinquanta, però, videro la Sestrese soffrire di alcuni problemi economici che in pochi anni la fecero retrocedere fino alla Promozione, allora quinta divisione del calcio italiano. Nel 1956 ottenne la IV Serie conquistando 54 punti su 60. In questo decennio vide la nascita anche una sezione della società dedicata al calcio femminile.
Nel 1959 la società optò per la fusione con la Nuova Andrea Doria, club originatosi dalla Corniglianese, dando vita all'ambizioso progetto SestreseDoria. Dopo solo due anonime stagioni in Serie D (un 12º e un 15º posto nel girone A) la società preferì scindersi di nuovo riportando in vita la Sestrese e Corniglianese.
Nel 1968 la Fratellanza torna in finalmente in serie D e il 18 giugno batte anche il Ligorna conquistando la "Coppa Liguria". Nel 1969, durante la grande espansione edilizia di quegli anni, venne inaugurato il nuovo campo sportivo nel confinante quartiere di Borzoli, mentre il vecchio campo venne demolito per far posto alla costruzione di nuovi palazzi.
Tra gli anni '60 e '70 la Sestrese diede spazio ad alcuni giovani atleti poi affermatisi a livello regionale, ma anche nazionale e internazionale: nella stagione 1969-1970, ad esempio, militò nella Sestrese Gian Piero Ventura, futuro allenatore di varie squadre di Serie A e commissario tecnico della Nazionale di calcio dell'Italia.

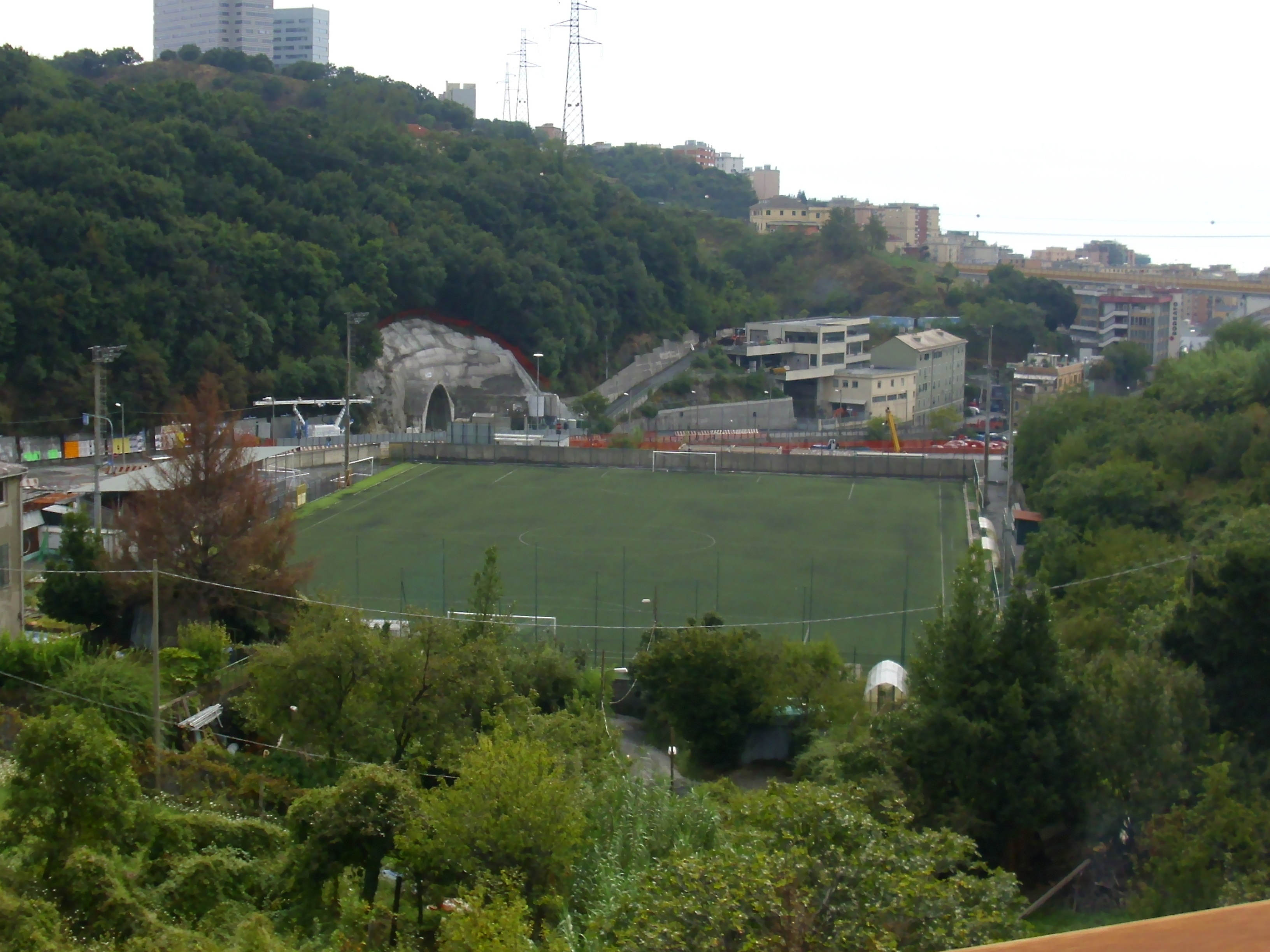
Il campo da gioco di Borzoli; in alto a sinistra, la collina degli Erzelli.

Il 1979 fu l'anno di una tra le più emozionanti promozioni in Serie D, giunta dopo una partita finita in rissa col Finale e una serie di spareggi con Vado e Levante, culminati con la finalissima contro con la Sarzanese a Marassi, nel mitico "Ferraris". I tempi regolamentari si chiusero sullo 0-0, ma ai rigori il portiere Bernini respinse due tiri dagli undici metri e la Sestrese riconquistò la serie D con tanto di festa per le vie di Sestri Ponente, insieme alla banda della Filarmonica.
La permanenza dei genovesi in Serie D durò appena un anno: gli anni '80 videro la Sestrese costantemente impegnata in Promozione, pur andando più volte vicina al ritorno nella categoria superiore.
Il 24 marzo 1990 venne tragicamente a mancare, a soli ventidue anni d'età, il giocatore Carlo Bassignana, perito in un incidente stradale sull'autostrada A6 tra Savona e Ceva.
Nella stagione 1990-1991, guidata da Luigi Bodi, i verdestellati vinsero la Coppa Italia Dilettanti (fase Promozione), disputando la finale contro il Castrovillari. Sconfitti all'andata per 2-1, alla partita di ritorno disputata sul campo di Borzoli assistettero quasi 4 000 spettatori, di cui circa 300 tifosi del Castrovillari. Al termine della partita, vinta per 1-0 dai liguri che si aggiudicarono il trofeo per la regola dei gol fuori casa, si registrarono alcuni scontri, culminati con un lancio di fumogeni, bottiglie e pietre e un tentativo di invasione di campo da parte dei tifosi ospiti.
Nella stagione 1993-1994 la Sestrese vinse il campionato di Eccellenza, ottenendo la promozione nel Campionato Nazionale Dilettanti (ora serie D): nella stagione 1994-1995 giunse al terzo posto a pari merito con il Savona, ma i due campionati seguenti furono difficili per i verdestellati, che nel 1995-1996 dovettero lottare duramente per salvarsi e retrocedettero al termine della stagione 1996-1997, chiudendo il proprio girone al penultimo posto. 
Nel 1997 la F.S. Sestrese venne rilevata dal broker assicurativo Claudio Gazzo e nella stagione 1997-1998, sotto la guida dell'allenatore Giuseppe Maisano, i verdestellati vinsero il campionato di Eccellenza con 11 punti di vantaggio sulla Sarzanese. L'anno successivo i liguri, con Antonio Di Pace in panchina, giunsero noni.
Nella stagione 1999-2000 la squadra, allenata da Dario Bonetti e con una rosa altamente competitiva (in cui spiccano Ivano Bonetti, Antonio Rizzolo e Stefano Colantuono) sfiorò l'impresa di vincere il girone di Serie D e tornare così a livelli professionistici, chiudendo però il campionato al secondo posto, distanziati di 7 punti dal Moncalieri: pesò particolarmente sulle sorti del campionato l'annullamento della vittoria ottenuta in trasferta il 5 dicembre 1999 contro la Villacidrese, con conseguente penalizzazione di 3 punti, per aver schierato due giocatori squalificati. Per gran parte della stagione la compagine verdestellata disputò gli incontri casalinghi presso lo Stadio La Sciorba, nel quartiere di Molassana.
A novembre del 2000, poi, il presidente Claudio Gazzo si dimise e la situazione economica del club precipitò: la squadra riuscì comunque a salvarsi, chiudendo il campionato al quattordicesimo posto.
L'impresa non si ripeté invece l'anno successivo, chiuso con una retrocessione in Eccellenza, in cui la Sestrese rimase per cinque anni. Il 30 ottobre 2003 fu inaugurato, con un'amichevole contro lo Spezia finita 5-0 per gli ospiti, il moderno impianto sportivo di Borzoli con terreno in erba sintetica, dedicato alla memoria di Giuseppe Piccardo (1931-1998), ex medico sociale del Genoa, Presidente del Comitato Regionale Settore Giovanile e Scolastico della F.I.G.C. dal 1984 fino alla morte, nonché dirigente della Sestrese dal 1964 al 1966 e dal 1976 al 1979.
Nei campionati successivi, i verdestellati sfiorarono per due volte il ritorno in Serie D (2003-2004, 2004-2005), ma fu solo nella stagione 2006-2007 che la squadra, condotta da Giuseppe "Beppe" Maisano, ottenne la promozione, vincendo il campionato con tre giornate d'anticipo dopo essere stata in testa dalla prima giornata e ottenendo risultati da record (84 punti e 91 reti segnate); nello stesso anno la Sestrese vinse anche la Coppa Italia Dilettanti della Liguria e risultò semifinalista nella Coppa Italia Dilettanti nazionale; a coronamento della stagione, l'allora commissario tecnico della Nazionale Dilettanti Under-18 Roberto Polverelli convocò per il Torneo Europeo Matteo Bianchi, difensore verdestellato classe 1988, che vincendo la finale disputata contro la rappresentativa slovena presso lo Stadio Arechi di Salerno il 27 maggio 2007 si laureò campione continentale.
Il campionato 2007-2008, che vide la Sestrese tornare in serie D, non iniziò bene: la squadra debuttò con una sconfitta in casa dell'Alessandria, a cui fecero seguito due pareggi con Sestri Levante e Giaveno. La prima vittoria arrivò solo alla quarta giornata contro il Casale per il 2 a 1. Il risultato finale del campionato fu un lusinghiero 7º posto in classifica con un totale di 52 punti, 60 reti segnate e 55 subite; nello stesso anno, la Juniores Nazionale guidata dal mister Roberto Canepa vinse il proprio girone con 50 punti (frutto di 15 vittorie, 5 pareggi, 4 sconfitte, 55 gol fatti e 22 subiti) e ottenne l'accesso alle finali nazionali per lo Scudetto di categoria. Capocannoniere della Sestrese Juniores e del girone E del Campionato Nazionale Juniores fu Riccardo Piacentini, classe 1990.
Il campionato 2008-2009 vide come obiettivo societario l'assestamento nella categoria, ma l'avvio della stagione fu negativo: all'eliminazione nel secondo turno di Coppa Italia fecero seguito sei sconfitte consecutive, seguite da due pareggi con Virtus Entella e Casale. La prima vittoria arrivò solo alla nona giornata, prima del turno di riposo, con un 2 a 1 sul Cuneo. All'ultima giornata della "regular season" i verdi riuscirono a strappare in extremis l'ultimo posto utile per i play-out, che vide i verdi prevalere nello scontro diretto contro il Sestri Levante nello spareggio per la permanenza in Serie D. La stagione successiva però si concluse con un terzultimo posto che condannò la Sestrese alla retrocessione in Eccellenza.
Nel 2015 il Comune di Genova intitola alla memoria di Giuseppe Muratore, presidente della Fratellanza Sportiva tra il 1961 e il 1975, il piazzale antistante il terreno di gioco della squadra.
Nella stagione 2016-2017 i verdestellati vinsero, per la quarta volta, la Coppa Italia regionale battendo per 3-1 il Moconesi; la stagione 2017-2018 si chiuse invece con un terzultimo posto che li condannò alla retrocessione in Promozione.
Nel 2019 la Sestrese festeggiò il proprio centenario con una maglia celebrativa che riprendeva i colori usati nei primi anni di attività; la stagione 2019-2020, interrotta anzitempo per la pandemia di COVID-19 del 2019-2021, si chiuse comunque con l'assegnazione, da parte del Comitato regionale ligure della Lega Nazionale Dilettanti, della vittoria del campionato di Promozione e, di conseguenza, con il ritorno in Eccellenza.

## Colori e simboli
- 1ª maglia: verde con stella bianca, pantaloncini bianchi e calzettoni verdi.
- 2ª maglia: bianca con stella verde, pantaloncini verdi e calzettoni bianchi.
- 3ª maglia: nera con stella verde, pantaloncini e calzettoni neri.

| La prima divisa |

## Allenatori
- 1919-1935 ?
- 1935-1936  Raffaele Rivolo
- 1936-1937  Carzino II
- 1937-1938  Carzino II
- 1938-1939  Parodi
- 1939-1940  Umberto Lombardo
- 1940-1941  Filippo Pascucci
- 1941-1942  Filippo Pascucci
- 1942-1943  Gaggero
- 1945-1946  Pietro Pastorino
- 1946-1947  Ferenc Hirzer
- 1947-1952 ?
- 1952-1955  Giuseppe Ostromann
- 1955-1970 ?
- 1970-1971  Carlo Annovazzi
- 1972-1973  Manlio Bacigalupo
- 1973-1990 ?
- 1990-1992  Luigi Bodi[2][34]
- 1992-1993  Giuseppe Maisano[35]
- 1993-1994  Sergio Ghilino[36]
- 1994-1996 ?
- 1996-1997  Mauro Della Bianchina
- 1997-1998  Giuseppe Maisano[37]
- 1998-1999  Antonio Di Pace[18]
- 1999-2000  Dario Bonetti
- 2000  Sergio Ghilino[38][36]
- 2000-2001  Salvatore Mango[38]
- 2001-2002  Roberto Barozzi
- 2002-2003  Sergio Ghilino
- 2003-2005  Luca Monteforte[39][40]
- 2005  Vladimiro Zunino[41]
- 2005-2006  Aldo Panico[41]
- 2006-2009  Giuseppe Maisano
- 2008-2010  Roberto Balboni
- 2010-2011  Roberto Canepa
- 2010-2012  Luca Monteforte
- 2013-2015  Roberto Biffi
- 2015-2016  Maurizio Podestà
- 2016-2017  Antonio Pandiscia
- 2017-2019  Pierluigi Lepore
- 2019-  Corrado Schiazza

## Palmarès

### Competizioni regionali
I livello regionale
- Promozione Liguria: 2

1955-1956, 1978-1979
- Prima Categoria Liguria: 3

1964-1965 (girone A), 1965-1966 (girone A), 1966-1967 (girone A)
- Eccellenza Liguria: 3

1993-1994, 1997-1998, 2006-2007
II livello regionale
- Prima Categoria Liguria (Campione regionale di Prima Categoria): 1

1976-1977 (girone B)
- Promozione Liguria: 1

2011-2012
- Coppa Italia Dilettanti (Fase Eccellenza): 1

1990-1991
- Coppa Italia Dilettanti Liguria: 4

1997-1998, 2004-2005, 2006-2007, 2016-2017
- Trofeo Liguria: 1

2011-2012

### Altri piazzamenti
- Serie C:

Secondo posto: 1936-1937 (girone C), 1938-1939 (girone D), 1939-1940 (girone D)
Terzo posto: 1935-1936 (girone C), 1937-1938 (girone C), 1942-1943 (girone F)
- Coppa Italia Dilettanti:

Finalista: 1990-1991
Semifinalista: 2006-2007
- Coppa Alberti 1926:

Semifinalista: 1926

## Statistiche e record

### Partecipazione ai campionati nazionali
| Livello | Categoria                       | Partecipazioni | Debutto   | Ultima stagione | Totale |
| ------- | ------------------------------- | -------------- | --------- | --------------- | ------ |
| 2º      | Seconda Divisione               | 4              | 1922-1923 | 1925-1926       | 7      |
| 2º      | Prima Divisione                 | 2              | 1926-1927 | 1927-1928       | 7      |
| 2º      | Serie B                         | 1              | 1946-1947 | 1946-1947       | 7      |
| 3º      | Prima Divisione                 | 7              | 1928-1929 | 1934-1935       | 20     |
| 3º      | Serie B-C Alta Italia           | 1              | 1945-1946 | 1945-1946       | 20     |
| 3º      | Serie C                         | 12             | 1935-1936 | 1950-1951       | 20     |
| 4º      | Promozione                      | 1              | 1951-1952 | 1951-1952       | 14     |
| 4º      | IV Serie                        | 4              | 1952-1953 | 1956-1957       | 14     |
| 4º      | Campionato Interregionale       | 1              | 1957-1958 | 1957-1958       | 14     |
| 4º      | Serie D                         | 8              | 1959-1960 | 1971-1972       | 14     |
| 5º      | Serie D                         | 7              | 1979-1980 | 2009-2010       | 11     |
| 5º      | Campionato Nazionale Dilettanti | 4              | 1994-1995 | 1998-1999       | 11     |

Agli albori partecipò poi agli antichi tornei liguri di Promozione 1919-1920 e di Prima Categoria 1920-1921 e 1921-1922 organizzati dal Comitato Regionale Ligure.

## Altre sezioni
Nel tamburello, sport un tempo molto popolare in Liguria e nel basso Piemonte, la Sestrese ha vinto quattro titoli nazionali, risultando comunque protagonista prima e dopo la seconda guerra mondiale. Il club si laureò campione d'Italia nel 1927, 1928, ottenendo anche un secondo posto nel 1930 e un quarto posto nel 1933. Dopo la guerra, tornò nuovamente in auge vincendo i campionati italiani nel 1948 e 1949.